# 戴保民
戴保民（1926年—），男，福建莆田人，中国病理生理学家，曾任华西医科大学教授、博士生导师。